# Nankendorf (Waischenfeld)
Nankendorf ist ein Gemeindeteil der Stadt Waischenfeld im Landkreis Bayreuth (Oberfranken, Bayern). Die Gemarkung Nankendorf hat eine Fläche von 4,390 km². Sie ist in 986 Flurstücke aufgeteilt, die eine durchschnittliche Flurstücksfläche von 4452,44 m² haben. In ihr liegt neben dem namensgebenden Ort der Gemeindeteil Aalkorb.

## Geografie
Das Pfarrdorf Nankendorf befindet sich etwa drei Kilometer nordnordöstlich von Waischenfeld auf 358 Meter. Der Ort liegt in der Fränkischen Schweiz, etwa 25 Kilometer südlich von Bayreuth und wird von der Wiesent durchflossen.

## Geschichte
Der Ortsname (früher „Anckenhoff“, darin steckt möglicherweise das lateinische Wort agnus (Schaf)), könnte auf die frühere Schafhaltung hindeuten.
Die Kirche in Nankendorf wurde schon in verschiedenen Dokumenten im Jahre 850 erwähnt. Die Pfarrei erschien in Schriften um das Jahr 987. 1748 ersetzte der Waischenfelder Baumeister Wenzel Schwesner die ehemalige befestigte Kirche durch den Neubau der katholischen Pfarrkirche St. Jakob und Martin.
Durch die Verwaltungsreformen zu Beginn des 19. Jahrhunderts im Königreich Bayern wurde der Ort eine Ruralgemeinde, zu der die beiden Weiler Aalkorb und Kaupersberg gehörten. Im Zuge der Gebietsreform in Bayern wurde Nankendorf mit Aalkorb nach Waischenfeld eingemeindet, Kaupersberg kam zu Plankenfels.

## Baudenkmäler

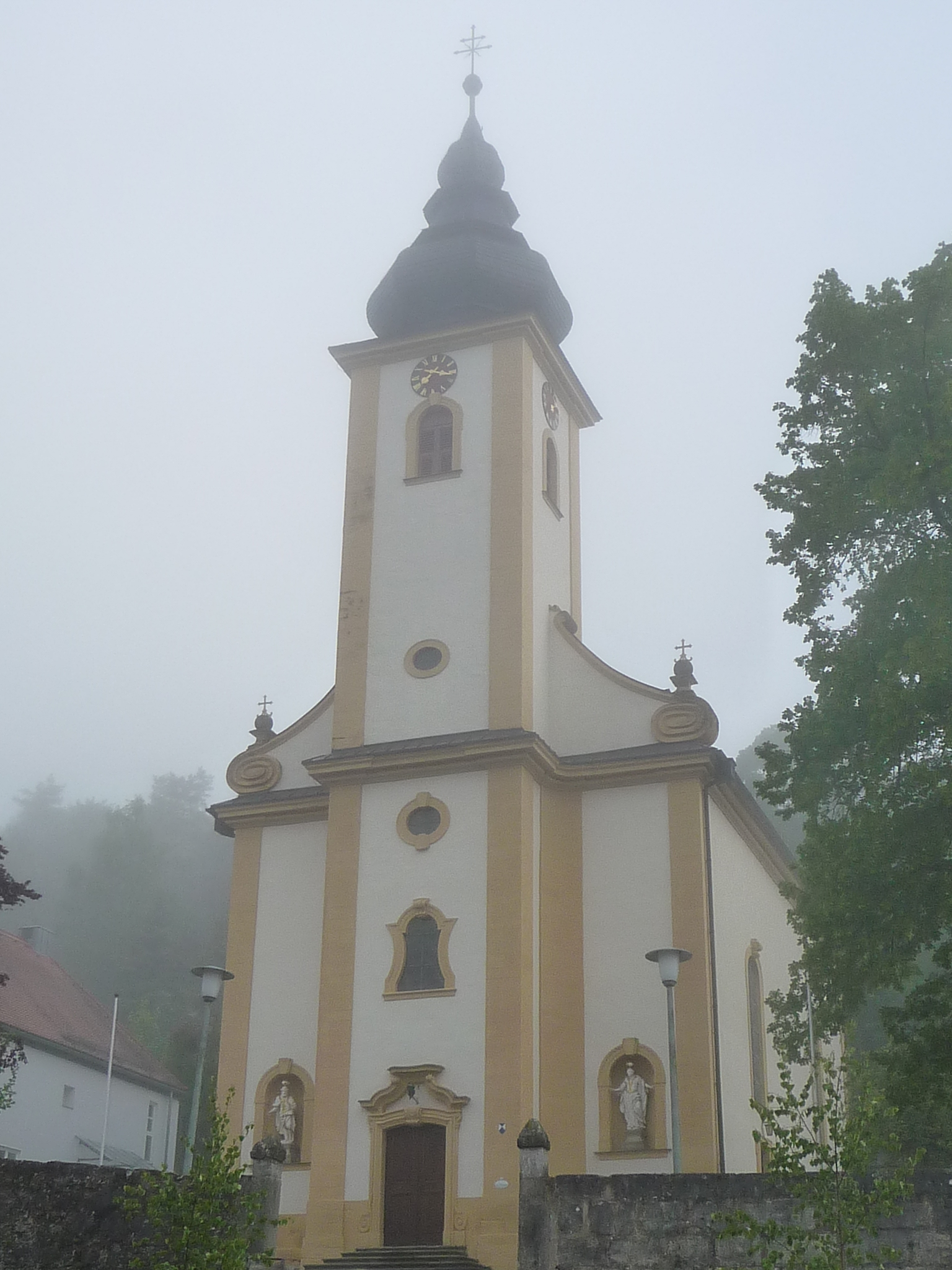
Die Kirche von Nankendorf

In Nankendorf stehen mehrere denkmalgeschützte Bauwerke, darunter die katholische Kirche St. Jakob und Martin und eine ehemalige Getreidemühle. Auf Nankendorfer Gemarkung befand sich im Mittelalter eine Burganlage vom Typus des ebenerdigen Ansitzes. Der Burgstall liegt auf einem Bergsporn unmittelbar nordöstlich des alten Ortskernes.

## Verkehr
Die Staatsstraße 2191 bindet Nankendorf hauptsächlich an das öffentliche Straßennetz an, sie durchläuft den Ort von Plankenfels im Norden her kommend in südlicher Richtung nach Waischenfeld. Durch den Ort verlaufen der Fränkische Gebirgsweg und der Fränkische Marienweg.

## Lichterprozessionen

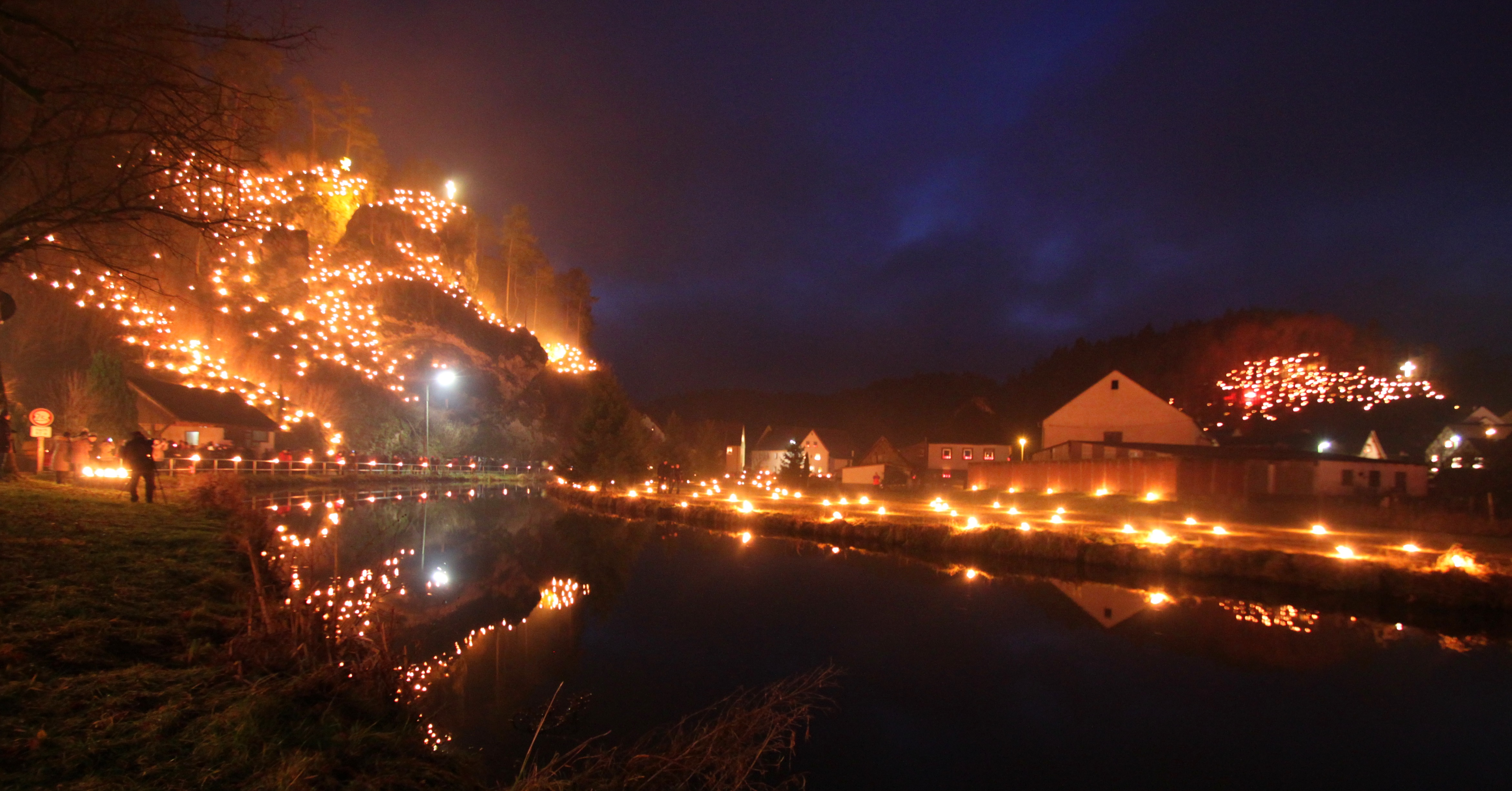
Feuer an den Hängen

Jährlich an Silvester finden seit 1927 in Nankendorf die Lichterprozessionen statt. Dabei werden die umliegenden Hänge durch Tausende von Feuern illuminiert.
Das Schauspiel ist Teil der Ewigen Anbetung und erstreckt sich zeitlich gestaffelt über insgesamt vier Ortschaften, beginnend am 20. Dezember in Oberailsfeld, über Nankendorf am 31. Dezember, Obertrubach am 3. Januar und endet am 6. Januar mit den Bergfeuern in Pottenstein.

## Brauereien
Von einst zwei Brauereien existiert heute noch die Brauerei Schroll, verwandt mit der gleichnamigen Brauerei-Familie Schroll aus Reckendorf nördlich von Bamberg.

## Bildergalerie
|            |                |                           |
| Wiesent    | Martinuskirche | Lourdesgrotte am Friedhof |
|            |                |                           |
| Alte Mühle | Wiesent        | Felsen                    |